# Michael Wolf (bankman)
Michael Nils Johann Wolf, född 7 juli 1963 i Österrike, är en svensk bankman.
Michel Wolf, som är dotterson till Nils Aastrup, växte upp i Enebyberg som den äldste av tre bröder. Han utbildade sig till ekonom vid Stockholms universitet. Han arbetade därefter 1985–98 inom SEB Merchant Banking, bland annat i London och New York. Han arbetade därefter i Skandia från 1999, innan han blev VD för Intrum Justitia mellan 2006 och 2008. Mellan mars 2009 och februari 2016 var han VD för Swedbank. Wolf avskedades från posten som VD efter misstankar om insiderhandel. Ekobrottsmyndigheten lade dock ner förundersökningen mot Wolf, som därmed friades från alla brottsmisstankar.